# Font de la Pólvora
La Font de la Pólvora és una entitat de població i sector de la ciutat de Girona. Se situa en una carena sobre el riu Onyar, dins la part gironina de les Gavarres, a l'est de la ciutat i al costat de l'àrea de Mas Ramada. És una de les zones més deprimides i marginals de la ciutat. S'edificà a la dècada del 1960 per allotjar les onades migratòries de la resta d'Espanya que arribaven a Girona i que no disposaven d'habitatge. En un primer moment, es creà un centre d'acollida a l'actual sector de Fontajau, que ben aviat es veié desbordat i els immigrants ocuparen amb barraques la muntanya de Montjuïc. A la fi, les autoritats projectaren un nou assentament a la font de la Pólvora per allotjar ràpidament en blocs d'apartaments de mala qualitat els nous nouvinguts. Al març de 2013 tenia 1.979 habitants.